# Aleksandr Pavlovets
Aleksandr Valeriévitch Pavlovets (en russe : Александр Валерьевич Павловец) ou Aliaksandr Valeriévitch Pawlavets (en biélorusse : Аляксандр Валер’евіч Паўлавец) est un footballeur international biélorusse né le 13 août 1996 à Baryssaw. Il évolue au poste de défenseur au Karmiótissa FC en prêt du FK Orenbourg.

## Biographie

### Carrière en club
Natif de Baryssaw, Aleksandr Pavlovets effectue sa formation dans cette même ville, intégrant notamment le centre de formation de l'équipe locale du BATE Borisov avant d'entrer dans l'équipe réserve à partir de 2013 et d'y disputer la UEFA Youth League en fin d'année 2014 avec l'équipe des moins de 19 ans. Il n'y fait cependant jamais ses débuts en équipe première, étant prêté en 2015 au Torpedo Jodzina où il dispute sa première rencontre de première division le 13 septembre contre le Nioman Hrodna avant d'être titularisé pour le reste de la fin de saison.
Transféré par la suite de manière définitive à Jodzina, il est utilisé de manière inconstante durant le début de l'exercice 2016 et termine finalement la saison au Nioman Hrodna sous la forme d'un prêt. Faisant par la suite son retour au Torpedo, il s'impose comme un titulaire durable à partir de l'année 2017, marquant notamment son premier but en championnat le 26 novembre contre le Slavia Mazyr lors de la dernière journée.
À l'issue de l'exercice 2018, Pavlovets quitte Jodzina pour rejoindre le Dinamo Brest avec qui il remporte le championnat biélorusse lors de la saison 2019, disputant 23 rencontres, notamment à partir de la deuxième partie de saison où il est régulièrement titularisé au sein de la défense,. Il fait par la suite ses débuts en coupe d'Europe en disputant un match de Ligue des champions contre le Maccabi Tel-Aviv.
Il est recruté par le club russe du FK Rostov à la mi-octobre 2020, mais ne joue par la suite que cinq matchs durant le restant de la saison 2020-2021. Pavlovets est par la suite prêté à l'équipe ukrainienne du Kolos Kovalivka pour l'exercice suivant.

### Carrière internationale
Aleksandr Pavlovets est appelé pour la première fois au sein de la sélection biélorusse par Igor Kriouchenko au moins de juin 2017, connaissant sa première sélection le 1er juin lors d'un match amical contre la Suisse.

## Statistiques
| Saison                | Club                   | Championnat           | Championnat | Championnat | Coupe(s) nationale(s) | Coupe(s) nationale(s) | Compétition(s) continentale(s) | Compétition(s) continentale(s) | Compétition(s) continentale(s) | Total | Total |
| Saison                | Club                   | Division              | M.          | B.          | M.                    | B.                    | Comp.                          | M.                             | B.                             | M.    | B.    |
| 2015                  | Torpedo Jodzina (prêt) | D1                    | 8           | 0           | 3                     | 1                     | -                              | -                              | -                              | 11    | 1     |
| 2016                  | Torpedo Jodzina        | D1                    | 8           | 0           | 4                     | 0                     | -                              | -                              | -                              | 12    | 0     |
| 2016                  | Nioman Hrodna (prêt)   | D1                    | 15          | 0           | 1                     | 0                     | -                              | -                              | -                              | 16    | 0     |
| 2017                  | Torpedo Jodzina        | D1                    | 26          | 1           | 4                     | 0                     | -                              | -                              | -                              | 30    | 1     |
| 2018                  | Torpedo Jodzina        | D1                    | 29          | 2           | 2                     | 0                     | -                              | -                              | -                              | 31    | 2     |
| 2019                  | Dinamo Brest           | D1                    | 23          | 0           | 2                     | 0                     | -                              | -                              | -                              | 25    | 0     |
| 2020                  | Dinamo Brest           | D1                    | 20          | 1           | 5                     | 0                     | C1                             | 1                              | 0                              | 26    | 1     |
| 2020-2021             | FK Rostov              | D1                    | 5           | 0           | -                     | -                     | -                              | -                              | -                              | 5     | 0     |
| Total sur la carrière | Total sur la carrière  | Total sur la carrière | 134         | 4           | 21                    | 1                     | -                              | 1                              | 0                              | 156   | 5     |

## Palmarès
Dinamo Brest
- Champion de Biélorussie en 2019.
- Vainqueur de la Supercoupe de Biélorussie en 2020.
- Finaliste de la Coupe de Biélorussie en 2020.